# ФК Славија Источно Сарајево
ФК Славија је фудбалски клуб из Републике Српске, Источног Сарајева, који се такмичи од сезоне 2004/05. у Премијер лиги БиХ. Своје утакмице као домаћин игра на стадиону СРЦ Славија, који је изграђен за само неколико година на терену бивше касарне ЈНА „Славиша Вајнер Чича” у Лукавици. Од уласка у Премијер лигу БиХ, Славија је била стабилан члан лиге све до сезоне 2015/16. када је испала из Премијер лиге БиХ, а највећи успјех клуба у послијератној историји је у сезони 2008/09 када је освојен Куп БиХ. На међународној сцени је учешће у квалификацијама за УЕФА лигу (елиминисан Алборг). У сезони 2006/07. и играње у Интертото Купу.
Предсједник клуба је Љубиша Ћосић. Шеф стручног штаба Славије је Бојан Регоје, дугогодишњи дефанзивац овог тима.

## Историја клуба

### Први спортски клуб у Сарајеву
Први спортски клуб у Сарајеву је основан током 1908. године, када је град био дио Аустроугарске. Фудбалски клуб је био дио ширег спортског друштва сарајевских студената гимназије неформално познат као Ђачки Спортски клуб или ЂСК, касније Средњошколски спортски клуб или ССК, затим Српски спортски клуб да би коначно 1921. године добио име СК Славија. Од културних и друштвених активности у граду у то вријеме, углавном су сва дешавања била у хотелу Европа и Гимназији, па је идеја о оснивању спортског клуба покренута у тим просторијама. Неки од ученика су ранијих година посјећивали Загреб, гдје су се упознали са фудбалском игром, након чега и доносе прву лопту у Сарајево. Познати појединци који су организовали клупске активности у овом раном периоду били су студенти Здравко Јефтановић (син власника хотела Европа др. Душана Јефтановића), Феодор Лукач, Емил Најшул, Свето Геровац, Стево Јокановић. Њихове ране активности су веома спорадичне и у основи тајне јер су аустроугарске власти увеле забрану било каквог организованог окупљања у Босни и Херцеговини.
Почетком 1909. фудбалски клуб добија прву опрему. Убрзо је набављена још једна лопту из Прага, копачке из Загреба и узета боја дресова Славије из Прага, црвено бијела, тако да се већ у прољеће 1909. године формира регуларна фудбалска екипа, али још увијек далеко од праве фудбалске игре. Тек доласком 48. бечког пјешадијског пука у Сарајево са којим је дошао фудбалер бечког Рапида, Карл Хармер, почиње да се прави фудбалски спорт развија у Сарајеву.
Први терен на коме су тренирали био је мали простор иза Државне штампарије те су ускоро прешли на војно вјежбалиште на Ченгић Вили. Игралиште није било ограђено, нису постојали ни стални голови, па су млади спортисти за сваки тренинг и за сваку утакмицу морали из града носити балване са крампама и лопатама, као и мреже, лопте и остале реквизите.

### 1910.-е
Све до 1911. због односа окупационе аустроугарске власти тим није одиграо своју дебитанску утакмицу. Прва званична утакмица била је против војника Бечлија, који су били на служби у Сарајеву, а резултат је био 4:2 за Средњошколски спортски клуб. Бечлија Карл Хармер био је први учитељ фудбалерима, а 1911. проведена је потпуна клупска организација. Клуб је тада имао 24 фудбалера, а наступао је са двије екипе. Прву чету сачињавали су, голмани Јанковић и Малишевић, бекови Најшул и Петровић, халфови Сулејманпашић, Бугарски и Бајер, напад Лукач, Геровац, Јокановић, Радовић, Јефтановић. Друга чета: Варићак, Мишковић, Самарџија, Бранисављевић, Тоукалек, Орлић, Поповић, Херман, Ваш, Штегер, Врињанин, Блажевић.
Током 1912. године, ССК је играо пријатељске утакмице у дијеловима Аустроугарске насељеним Јужних Словена. Прва утакмица изван Сарајева одиграна је 1912. у Сплиту против Хајдука. Према сјећањима Феодора Лукача, цијела екипа је пошла на излет у Сплит. До Травника су ишли возом, а од Травника до Сплита пјешке. Кад су у Сплиту сазнали за њихов долазак, договорили су се о двије утакмице у два дана, а Сплићани су екипу из Сарајева том приликом етикетирали као Осман. На званичној страници Хајдука пише да су утакмице одигране 7. и 8. априла 1912. и да је први меч домаћин добио са 4:1, док су другу утакмицу тријумфовали гости из Сарајева резултатом 2:1. Ово је вјероватно проистекло из чињенице да је Средњошколски спортски клуб, био неформални назив клуба, кориштен само у ужем кругу, па су у Сплиту, одлучили да клубу дају име на лицу мјеста.

#### Подјела клуба
Током Балканских ратова 1912. и 1913. године развио се у клубу национални покрет тако да је поред спортског добијао и национални карактер, а већина чланова клуба су се укључили у рад Младе Босне. У тим годинама дошло до подјеле јер су се од Средњошколског спортског клуба одвојили хрватски фудбалери који су приступили раније основаном Хрватском спортском клубу који ће касније добити име САШК. Они који су остали назвали су се Српски спортски клуб. Међутим, пред те младиће се испријечила администрација, односно тадашња власт. Угледни представници др Душан Јефтановић и Јово Шошић борили су се да нови клуб добије јавно-правни статус. Нису успјели у тим жељама пред влашћу која није била благонаклона српским идејама. Ипак, то није спријечило Српски спортски клуб да развије своје успјешне активности, али тешкоће пред којим се нашао Српски спортски клуб ујединиле су све његове чланове и симпатизере.
Направљено је ново игралиште код Чурчић-Виле, у сарајевском насељу Кошево, које је задовољавало тадашње услове и потребе фудбалске и атлетске екипе, али Сарајевски атентат прекида планиране спортске активности, покренуо је низ догађаја, као што су аустријски ултиматум Србији, каснија Аустроугарске објава рата Србији и евентуално избијање Првог светског рата. Положај Срба у Босни постајао је све тежи. Чланови ССК нису били изузетак јер многи од њих су били ухапшени или присилно мобилисани у Аустроугарску војску, а у наредним данима, ношена антисрпском хистеријом, руља је разорила игралиште и сав инвентар спалила, а доста чланова клуба је похапшено.

#### Вријеме Великог рата
Клуб је за вријеме рата дао 15 официра, пребјеглица у Русију, а затим српских добровољаца. Они су под вођством Стеве Геровца основали Српски спортски клуб у Одеси и око себе окупили све наше људе који су се тамо затекли. Играчи су били из Соколских удружења тако да је клуб у неком облику наставио свој рад и током Првог свјетског рата.
Након краја рата, и формирања Краљевина Срба, Хрвата и Словенаца, клуб је обновио рад, и поново је формиран Српски спортски клуб у Сарајеву.

### 1920.-е
Клуб је био по националној оријентацији српски али су у њему играли и Хрвати, Муслимани, Јевреји, Мађари, Чеси, Аустријанци, Нијемци, али је гајио југословенску идеју па 1921. године мијења име у Спортски клуб Славија. Била је то логична посљедица свеславенске оријентације његових чланова. Славија се тих година такмичила у 1. Разреду сарајевског подсавеза.
Заједно са сарајевским Хајдуком и САШК-ом одлучују да заједнички направе игралиште на Скендерији и ту играју до 1925. године и изградње сопственог стадиона на Маријин двору. Током наредних неколико година Славија гради стадион са капацитетом од 4.000 мјеста у насељу Маријин Двору у самом центру Сарајева.

#### Трагични догађај
17. септембра 1926. године Славија је остала без једног од најбољих играча Бранка Калембера. Играчка каријера, популарног Калета, је завршена на трагичан начин. Наиме, 17. септембра 1926. године Калембер је током ноћи устао у сну и пао кроз прозор. Бранко Калембер, је од задобијених повреда преминуо на лицу мјеста. Тако су Сарајево и фудбалски клуб Славија изгубили, великог играча. На посљедњем испраћају се окупило преко 6 000 људи, а у име Славије говор је одржао др. Остојић. Пажњу привлачи један мање познат детаљ. Наиме у чланку се тврди да је сандук Калета био покривен црно-бијелим плаштом-Славијином бојом, што говори да је Славија током двадесетих година користила црно бијеле боје, као службене боје, замијенивши црвено бијелу комбинацију.

#### Први већи успјех
У сезони 1928/1929. Славија се као побједник 1. разреда Сарајевског подсавеза, први пут пласирала у квалификације за Првенство Краљевине Срба, Хрвата и Словенаца, што је до тада био највећи успјех клуба. Славија је у квалификацијама, за противника добила сплитског Хајдука. Прва утакмица је одиграна у Сплиту, 2. јуна 1929. године, када је Хајдук, славио са 2:1. Друга утакмица је одиграна у Сарајеву, 9. јуна, а Хајдук је однио побједу истим резултатом, као и у првој утакмици. Славија је након два пораза заузела осмо мјесто на табели, и није успјела да се квалификује у Првенство Краљевине Срба, Хрвата и Словенаца.

#### Славијини кибици
Претече данашњих Соколова, то јест, навијачи Славије из времена Краљевине Југославије остали су забиљежени, као судионици једних од првих навијачких нереда на Балкану. Наиме, утакмица између сплитског Хајдука, и сарајевске Славије 1929. године која се играла на стадиону Славије, у сарајевском насељу Марин Двор, остала је у другом плану због навијачких нереда. Сплитска штампа је те године пренијела да су Славијини кибици, како су у Далмацији називали навијаче, напали играче Хајдука, каменовали их, гађали флашама, па је чак и полиција морала интервенисати. Савезни делегат, господин Крчелић, морао је сам лично да заузме став против разјарених кибица Славије, штавише — једног је полицијски дао одстранити.

### 1930.-е

#### Репрезентативци Славије
Мање позната чињеница је да је међу последњим играчима, са листе селектора Бошка Симоновића, који је требало да отпутују у Монтевидео, на прво свјетско првенство у фудбалу, које се одржало 1930. године, отпао Станко Булат, играч Славије из Сарајева.
У репрезентацији Краљевине Југославије играли су Загорац и Рајлић. Највећи домет постићи ће Славијин јуниор, сада покојни Бранко Станковић који ће послије Другог свјетског рата заиграти у Црвеној звезди и репрезентацији Југославије и који ће постати један од највећих фудбалера на Балкану. Одлично ће се показати и Славијини јуниори Предраг Ђајић у Црвеној звезди и Флоријан Матекало у Партизану, а голман Миро Радојчић ће постати један од највећих новинара на овим просторима.

#### Првенство Краљевине Југославије
У сезони 1929/1930. Славија је поновила успјех, заузела прво мјесто у 1. разреду Сарајевског подсавеза, и изборила квалификације за улазак у Првенство Краљевине Југославије. Славија није одиграла квалификационе утакмице, јер је Југословенски ногометни савез, казнио Скопски подсавез, због намјештања утакмица. Славији су због тога уписане двије побједе, па се аутоматски квалификовала у Првенство Југославије. Славија је сезону 1929/1930. завршила на претпоследњем петом мјесту, уписавши двије побједе, два ремија и шест пораза, а у клупску историју је уписана прва сезона, у којој је Славија играла у највећем државном рангу такмичења.
Од сезоне 1932/1933. поново је промијењен систем одигравања државног првенства. Према гласању делегата скупштине Југословенског ногометног савеза, на скупштини одржаној, 18. децембра 1932. године, одлучено је да ће првенство играти, најјачи клубови из Краљевине Југославије у том тренутку, како је процијењено. Славија је као представник Сарајевског подсавеза, и према процјени Југословенског ногометног савеза најјачи клуб Сарајевског подсавеза, наступила у Првенству Краљевине Југославије гдје је заузела девето мјесто.
Због убиства краља Александра, сљедеће првенство је одиграно у сезони 1934/1935. Године. 1934. у Сарајево стиже, бивши аустријски фудбалер Антон Рингер, који је у Славији вршио тренерску дужност, до маја 1935. године, када је преузео загребачки Грађански. У сезони 1934/1935 Славија је заузела осмо мјесто.
Велика прекретница за Славију је била сезона 1935/1936. Ове сезоне је поново промијењен систем такмичења, када је одлучено да се умјесто лиге игра двоструки куп систем, у ком ће учествовати прваци свих четрнаест тадашњих подсавеза. Једна струја клубова, првенствено клубови Загребачког и Сплитског подсавеза, бојкотовали су овакав систем такмичења, захтијевајући да се игра по старом систему. Међутим преовладала је струја која је била за куп систем, па су прваци Загребачког подсавеза, Конкордија, и Сплитског подсавеза, Хајдук, одустали од такмичења, што је значило да су њихове утакмице регистроване као побједа за противнички тим. Предвођена Славком Загорцем и Миланом Рајлићем на терену, и тренером Ристом Шошићем, Славија је у осмини финала побиједила цетињски Црногорац, затим у четвртини финала Грађански из Скопља, гдје је побједа у Сарајеву износила великих 10:1. У полуфиналу Славија се састала са екипом новосадског НАК-а, кога је такође побиједила. Славија је у овој сезони остварила историјски успјех, пласиравши се у саму завршницу државног првенства, гдје је снаге одмјерила са београдским БСК-ом. Утакмица у Сарајеву је завршена са резултатом 0:1, док је у Београду одиграна утакмица без голова, чиме је београдским БСК постао државни првак, а Славија заузела друго мјесто у државном првенству 1935/1936. године.
У наредне три сезоне Славија је наставила такмичење у државном првенству, као стабилан клуб, који се усталио на средишњем дијелу табеле. Јубиларна тридесета сезона државног првенства, је уједно била и посљедња пред почетак рата. Југословенски ногометни савез је дјеловао до 1. октобра 1939, када је угашен и истог дана на оснивачкој скупштини је основан Врховни ногометни савез Југославије (ВНСЈ), који је обухватао три савеза, Ногометни савез Хрватске, Српски лоптачки савез и Словеначку ногометну звезу. ВНСЈ је престао са радом 6. априла 1941, када је отпочела агресија на Југославију. Године 1939. хрватски и словеначки клубови су почели да напуштају Југословенски ногометни савез и приступају Фудбалском савезу Хрватске, у знак протеста због српске спортске централизације у Београду. Покренуто је хрватско-словеначко првенство у фудбалу, са НК Љубљаном као јединим словеначким представником у лиги. Првенство Краљевине Југославије је настављено, али је убрзо преименовано у првенство Србије у Фудбалу. Подјела је коначно уклоњена обећањем веће заступљености за Хрвате и Словенце.

#### Прослава 30 година СК Славије
Да је Славија била највећи спортски колектив у Сарајеву између два свјетска рата, показује и прослава 30 година постојања клуба те новински чланци који свједоче о до тада невиђеним спортским свечаностима и огромном интересовању јавности. Од 3. до 11. септембра 1938. године прослављена је 30-годишњица постојања СК Славија. На прослави је учествовало доста клубова, а најзначајнији гост била је Славија из Софије. Високи покровитељ ове значајне манифестације у Сарајеву, био је Његово Величанство Краљ Петар II, а покровитељства прославе прихватио се предсједник владе господин др. Милан Стојадиновић. Поред њега почасни одбор сачињавали су: Др. Мехмед Спахо министар саобраћаја и Богољуб Кујунџић, министар шума и руда. Домаћин прославе, Славија одиграла је три утакмице: Славија — Сашк 0.1, Славија — Ђерђелез 2:0, а шлагер прославе био је међународни сусрет са имењакињом из Софије у којем је домаћа Славија побиједила 4:1. Посјетиоци су у данима прославе могли да погледају и тениски турнир на коме су учествовали тенисери Славије и САШК-а, фудбалску утакмицу женских тимова Загреба, хазена меч женских београдских клубова, атлетичарска надметања и аутомобилске трке.

### 1940.-е

#### Пад славног Ференцвароша
Круна свих Славијиних успјеха у њеној стогодишњој историји је побједа у Сарајеву против мађарског првака Ференцварош у Средњоевропском купу 1940. године 3:0 што је у Европи одјекнуло као сензација. У то вријеме Ференцварош је био један од најбољих европских тимова, а Мађарска званично вицешампион свијета у фудбалу. Долазак славног Ференцвароша био је празник над празницима у Сарајеву, а стадион Славије на Марин Двору био је претијесан да прими све оне из разних крајева БиХ који су жељели уживо посматрати меч са прваком Мађарске. Њих осам хиљада имало је среће да се угура на стадион, нису жалили мјесечну плату за улазницу, а неколико хиљада је меч пратило са оближњег брда. Јунак побједе Славије био је Милан Рајлић. Он је крунисао побједу Славије трећим голом, снажним шутом са десетак метара. Била је то тема дана не само у Сарајеву, БиХ, већ у Југославији и цијелој Европи. У том периоду је Славија дала низ сјајних фудбалера, а под стручним вођством Ристе Шошића стасали су многи Славијини јуниори који ће годинама носити њен дрес, играти и за репрезентацију Сарајева, а неки и за репрезентацију Југославије. Из тог подмлатка су изашли Загорац, Крњајић, Марић, Остојић, Матекало, Манoла, браћа Бајагићи, Бранко Станковић, Шипка, Дивчић, Шалипур, Рајлић, Видовић, Боснић, Јовановић, Ђајић, Радојчић, Тошић.

#### Посљедња утакмица
Сезоне 1939/1940. играна је скраћена сезона. Реорганизован је систем такмичења. Формиране су двије лиге, хрватско-словеначка и српска лига са по десет чланова. На крају је одиграно скраћено првенство од десет кола у ком су учествовала три првопласирана тима из хрватско-словеначке лиге, и српске лиге. Славија је у тој сезони била један од три представника српске лиге, уз БСК и Југославију, гдје је заузела треће мјесто уз 7 побједа и три пораза. Дакле, 30. марта 1941. године играла је Славија последњу првенствену утакмицу на стадиону на Марин Двору против БСК-а. Тај стадион ће заувијек нестати и на његовом мјесту ће послије рата бити подигнуте стамбене зграде. Од фудбала ту више није било ни трага. Око 3000 људи на само стадиону и још толико около, жељело је да поздрави асове из Београда, али су отишли разочарани. Поред пораза од 1:0, екипе нису играле у стандардним саставима, а сама игра била је испод просјека уз добро суђење судије Арнаутовића из Бања Луке.
Историја се поновила, као и у Првом свјетском рату, после Њемачке инвазије на Краљевину Југославију клуб је био неактиван до краја Другог свјетског рата. После рата, СК Славија је расформирана без икаквог објашњења од стране нове комунистичке власти. Стадион на Маријин Двору је преименован у стадион „Шести април” и користили су ФК Жељезничар и новоформирани СД Торпедо. Стадион је на крају срушен, а трибине са тог стадиона су пренесене на Грбавицу, гдје је ФК Жељезничар градио свој стадион.

### Обнова рада клуба
Иницијатива о обнављању ФК Славија потекла је од дугогодишњих спортских радника са подручја Српског Сарајева, и то у јеку рата који је почео 1992. године. То су били спортски радници из фудбалских клубова Сарајево, Игман, Нови Град, Лукавица, из општина Илиџа, Српско Ново Сарајево, Рајловац, Центар Сарајево — Драган Савовић, Сретко Бањанин, Слободан Трнчић, Боро Ђукановић, Бранислав Трнчић, Весо Мандић, Данило Шкрба, Спасоје Сокнић, Мирко Поњарац (играч предратне Славије), Небојша Ковачевић, Мирко Шаровић, Вељко Вулетић и други.
Први предсједник обновљене Славије био је Весо Мандић, потпредсједник Сретко Бањанин, тренери Небојша Ковачевић и Владо Регоје, секретар Драган Савовић, а сву документацију, акта и регистрацију клуба урадио је Сретко Бањанин.
Прво гостовање екипе Славије после обнове рада било је гостовање кадета који су од 10. до 20. августа 1995. боравили на фрушкогорском излетишту Тестера. Одиграли су пет утакмица. Победили су вршњаке Војводине 2-1, Цемента 3-2, Ирига 5-2, а са Металцем из Футога играли су неријешено 3-3, те поново са Цементом 1-1.
У октобру 1996. одиграна је прва утакмица првог тима у Лозници. ФК Лозница, члан Прве „Б” лиге СР Југославије побиједила је Славију 7-0.

### Фузионисање
Током сезоне 1997/98. ФК Жељезничар се фузионисао са ФК Сарајевом у нови клуб ФК Сарајево, који је наставио такмичење у првој лиги Српске. Годину дана касније, у сезони 1998/99. ФК Сарајево се фузионисао са ФК Славијом. Сви играчи ФК Сарајева и ФК Жељезничара, просторије и Градски стадион у Источном Сарајеву, који је са изградњом започео ФК Жељезничар, припао је ФК Славији. 1992. године локални ОФК Лукавица је такође фузионисан са Славијом.

## Стадион
Клуб мијења име у Славија 1921. године и у том периоду, заједно са сарајевским Хајдуком изграђује ново игралиште на Скендерији. Терен осим њих користи и новоосновани Сарајевски клуб па се у Славији одлучују за изградњу новог игралишта. Уз помоћ богатог прилога „једног клупског мецене” саграђен је 1925. године нови стадион, у то вријеме један од љепших у држави.
Загребачки шпортски лист: гласник Грађанског у једном од својих бројева из 1925. године најавио је отварање новог игралишта СК Славије у Сарајеву и том приликом споменуо пријатељску утакмицу САШК против Славије на отварању. „Честитамо СК Славији и цијелом сарајевском спорту на овако лијепом и великом стадиону” наводи се на крају загребачког чланка из 1925. године.
Нови стадион на коме је Славија играла се налазио на Марин двору и звао се Мариндвор. Стадион је испуњавао све потребе лиге Краљевине Југославије, између осталих и правило да се игра на шљаци тако да је овај терен био покривен шљаком. На тај стадион пренесена је и чувена дрвена конструкција с бутмирског Хиподрома, направљена још за вријеме Аустроугарске. Преношење је рађено демонтажом главних носача и трибина, била је украшена ложама и имала је капацитет од скоро 1.600 сједећих мјеста.
Након Другог свјетског рата, у периоду Титове Југославије, тај стадион добива назив 6. април по дану ослобођења Сарајева. Иако је у Сарајеву тада никао стадион Кошево и још неколико терена на којима је фудбалска грозница ухватила маха, главне активности на стадиону 6. април нису престале. Лагано гашење овог познатог фудбалског терена дешава се тек градњом Грбавице, када су 1953. године жељезнички радници направили стадион за свој клуб.
Данашњи Славијин стадион се налази у Источном Сарајеву, у улици ђенерала Драже Михаиловића и назива се Спортско-рекреациони центар Славија. Изграђен је 1996. на мјесту бившег терена ОФК Лукавице, који се налазио у склопу бивше војне касарне Чича. Капацитет стадиона је 6.000 гледалаца.

## Тренери
Славију су водила истакнута фудбалска и тренерска имена, као што су Недељко Бугарин, Слободан Лубура, Зоран Шумар, Бојан Миличевић, Душко Петровић, Ранко Мркајић, Мирко Марван, Србољуб Маркушевић, Миломир Шешлија, Зоран Ербез, Душан Јеврић, Миломир Одовић, Милан Гутовић, Драган Бјелица, Владо Чапљић, Славиша Божичић, Драган Радовић, Вељко Доведан.
Легенда југословенског фудбала, некадашњи голгетер Црвене звезде и Партизана,, Милко Ђуровски ју у марту 2016. године преузео тренерску дужност у Славији. Након одласка Ђуровског, кормило тима преузима Бранислав Берјан, да би њега на позицији тренера замијенио прослављени тренер, који је Славију водио два пута, Миломир Одовић.
Период прије Другог свјетског рата:
- Антон Рингер (Anton Ringer) 1934—1935
- Ристо Шошић 1935—1937
- Брана Поробић 1937—1938
- Франц Уншулд (Franz Unschuld) 1938—1939
- Валтер Колиш (Walter Kolitsch) 1939—1940
- Вилмош Вилхелм (Vilmos Vilhelm) 1940

## Навијачка група
Утакмица 16-ине финала против Зрињског у јесен 2001. је утакмица на којој се први пут организовано навијало за Славију. Група узима име СОКОЛОВИ због повезаности некадашњег СД Славија са Српским соколским друштвом. Први испит за групу је већ дошао у фебруару сљедеће године када је за противника у осмини финала извучен стари градски дерби Жељезничар. Прва утакмица је играна на градском стадиону. Шанса за прво гостовање се пружила у реванш утакмици против Жеље и том приликом је на Грбавицу отишло преко 300 навијача у кортеу кроз град. То је прво гостовање неке навијачке групе из РС на територији Федерације БиХ.

## Такмичење и резултати
До 2004. године Славија се такмичила у Првој и Другој лиги Републике Српске.
У сезони 2002/03. Славија је освојила друго мјесто у Првој лиги Републике Српске, у сезони коју су обиљежиле многе сумње у нерегуларност такмичења и фаворизовање екипе Модриче. У сезони 2003/04. освојено је прво мјесто и улазак у Премијер лигу БиХ.
Сезону 2006/07. обиљежиле су одличне игре у прољетном дијелу првенства и Славија се борила за двије титуле, Куп БиХ и титулу Првака БиХ. Освојено је 3. мјесто у првенству а у финалу Купа БиХ Славија је поражена од НК Широки Бријег 1:1 и 0:1.
Сезону 2008/09. обиљежиле су одличне игре Славије, која се борила за двије титуле, Куп БиХ и титулу Првака БиХ. Освојено је 2. мјесто у првенству, а у финалу Купа БиХ Славија је савладала тузланску Слободу, оба тима су добила са по 2:0 на домаћем терену па су извођени пенали да се одлучи победник, а у пеналима боља је била Славија са 4:3.
- Друга лига РС: 1

1999/00
- Прва лига РС: 1

2003/04
- Куп РС: 2

2005/06; 2007/2008
- Куп БиХ: 1

2008/09

## Славија у првенству Краљевине СХС/Краљевине Југославије.[20]
| Сезона   | Првак       | Другопласирани | Трећепласирани (полуфиналисти) |
| 1936.    | БСК Београд | Славија        | НАК Нови Сад СК Љубљана        |
| 1939/40. | Грађански   | БСК Београд    | Славија                        |

## Славија у европским такмичењима
| Сезона   | Такмичење        | Коло       | Држава   | Клуб                               | Резултат  |
| -------- | ---------------- | ---------- | -------- | ---------------------------------- | --------- |
| 1940.    | Митропа куп      | 1/4        | Мађарска | Ференцварош, Будимпешта            | 3-0, 1-11 |
| 2007.    | Интертото куп    | 1 коло     | Андора   | Сант Ђулија, Сант Ђулија де Лорија | 3-2, 3-2  |
|          |                  | 2 коло     | Румунија | Оцелул Галац, Галац                | 0-0, 0-3  |
| 2009/10. | УЕФА Лига Европе | 2 коло кв. | Данска   | Алборг, Алборг                     | 0-0, 3-1  |
|          |                  | 3 коло кв. | Словачка | Кошице, Кошице                     | 0-2, 1-3  |

### Збирни европски резултати
Стање 4. фебруар 2013.
| Такмичење                   | Играно | Добијено | Неријешено | Изгубљено | Голова примљено | Голова дато |
| --------------------------- | ------ | -------- | ---------- | --------- | --------------- | ----------- |
| Лига шампиона               | 0      | 0        | 0          | 0         | 0               | 0           |
| Куп победника купова        | 0      | 0        | 0          | 0         | 0               | 0           |
| УЕФА куп                    | 4      | 1        | 1          | 2         | 4               | 6           |
| Интертото куп               | 4      | 2        | 1          | 1         | 6               | 7           |
| I. Укупно УЕФА такмичења    | 8      | 3        | 2          | 3         | 10              | 13          |
| Митропа куп                 | 2      | 1        | 0          | 1         | 4               | 11          |
| II. Укупно остала такмичења | 2      | 1        | 0          | 1         | 4               | 11          |
| Укупно I. + II.             | 10     | 4        | 2          | 4         | 14              | 24          |

### Тренутни састав
| Бр. |                     | Позиција | Играч            |
| --- | ------------------- | -------- | ---------------- |
| 1   | Босна и Херцеговина | Г        | Нино Неџибовић   |
| 2   | Босна и Херцеговина | О        | Петар Дабић      |
| 3   | Босна и Херцеговина | С        | Милан Муминовић  |
| 4   | Босна и Херцеговина | О        | Никола Бабан     |
| 5   | Босна и Херцеговина | О        | Амар Беширевић   |
| 6   | Босна и Херцеговина | О        | Горан Поповић    |
| 8   | Босна и Херцеговина | С        | Лазар Бабић      |
| 9   | Босна и Херцеговина | Н        | Адел Ајкунић     |
| 10  | Босна и Херцеговина | Н        | Никола Бјелош    |
| 11  | Босна и Херцеговина | О        | Младен Перовић   |
| 13  | Босна и Херцеговина | С        | Срђан Митрић     |
| 14  | Босна и Херцеговина | С        | Ђорђе Авадаловић |
| 15  | Босна и Херцеговина | О        | Раде Бојанић     |
| 16  | Босна и Херцеговина | С        | Дејан Ђерић      |

| Бр. |                     | Позиција | Играч             |
| --- | ------------------- | -------- | ----------------- |
| 17  | Босна и Херцеговина | Н        | Боро Мишовић      |
| 18  | Босна и Херцеговина | О        | Владан Мандић     |
| 19  | Босна и Херцеговина | Н        | Дејан Бјелош      |
| 23  | Босна и Херцеговина | Г        | Игор Рончевић     |
| 25  | Босна и Херцеговина | С        | Слободан Вучинић  |
| 26  | Босна и Херцеговина | О        | Сергеј Томић      |
| 29  | Босна и Херцеговина | С        | Александар Пушара |
| 33  | Босна и Херцеговина | Н        | Лука Асентић      |

### Познати бивши играчи
- Милан Рајлић
- Бранко Станковић
- Славко Загорац
- Велибор Ђурић
- Властимир Јовановић
- Илија Продановић
- Бојан Регоје
- Даи Лин
- Остоја Стјепановић
- Димитрије Ињац
- Горан Тробок
- Иван Андан
- Владица Бабовић
- Вукашин Беновић
- Драган Бјелица
- Срђан Делипара
- Миланко Ђерић
- Дејан Ђермановић
- Ђорђе Грубачић
- Бојан Јамина
- Александар Косорић
- Ђорђе Лацкановић
- Драгиша Лазић
- Младен Лучић
- Борислав Лукић
- Милан Муминовић
- Дејан Пантелић
- Ново Папаз
- Предраг Папаз
- Гојко Пивач
- Дарко Раца
- Миљан Радоња
- Игор Радовановић
- Дејан Рашевић
- Јово Сикима
- Александар Симић
- Горан Симић
- Милан Срећо
- Звјездан Станић
- Иван Станковић
- Огњен Тодоровић
- Стефан Томовић
- Славиша Ујић
- Сретко Вуксановић
- Срђан Станић
- Емир Зеба
- Леван Куталиа
- Милош Крстајић
- Ратко Дујковић
- Бранислав Арсенијевић
- Бранислав Атанацковић
- Бранко Баковић
- Зоран Белошевић
- Зоран Цилиншек
- Стефан Гаварић
- Иван Јешић
- Жарко Караматић
- Слободан Мазић
- Вучина Шћепановић
- Дејан Шимичић
- Дарко Спалевић
- Ђорђе Тадић
- Милош Стојановић
- Миодраг Стефановић
- Лазар Видић
- Љубиша Вукеља
- Владимир Мићевић
- Махир Карић
- Јован Свитлица
- Игор Журжинов

## Занимљивости
Као гимназијалац у Сарајеву, Ратко Дугоњић (политичар и Народни херој Југославије је четири године играо у фудбал Славији која је у то време била прволигаш. Првотимац је постао са 17,5 година. Дебитовао је у Сарајеву, 16. јула 1933. године, на утакмици Славија — Слога 2:1. У те четири сезоне одиграо је доста утакмица и постигао голова. Две су остале упамћене када је у сензационалној победи Славије над вишеструким прваком Краљевине Југославије Грађанским из Загреба у првенству 1934/35. добро играо и постигао један гол. Једну од својих најбољих игара у дресу Славије пружио је Дугоњић у првенственој утакмици против Хајдука из Сплита у Сарајеву 30. јуна 1935. године. Победила је Славија 2:1, а гол одлуке постигао је Дугоњић у 67. минути.